# 中山書房仏書林

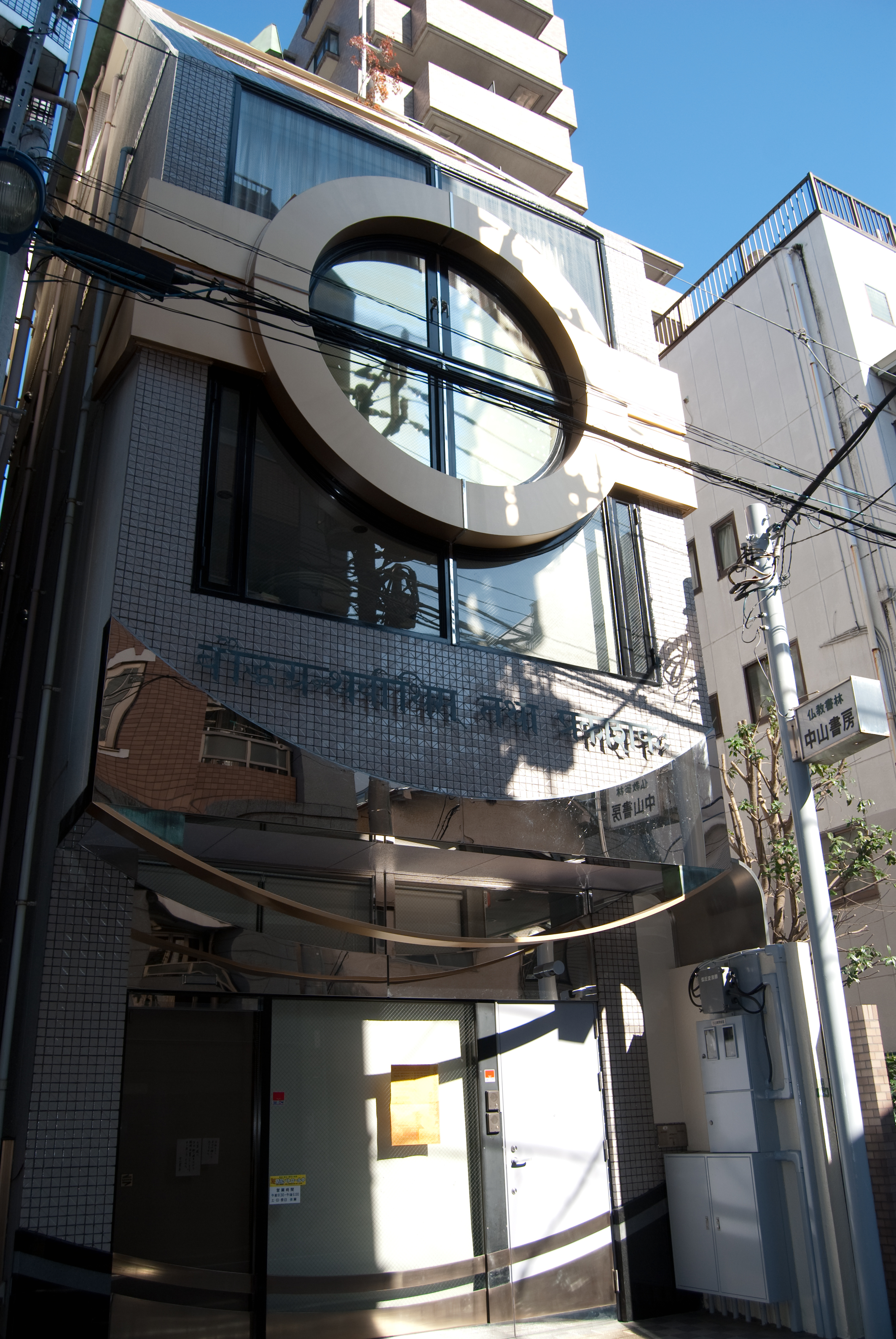
中山書房（旧店舗）

 中山書房佛書林 （なかやましょぼうぶっしょりん）は、かつて東京都文京区湯島に店舗を構えていた、仏教書の書店・古書店・出版社（現在は渋谷区恵比寿）。

## 主な刊行物
- 『唯識三十頌要講』（増補改訂、太田久紀著、1994年）
- 『知恵のこころ - 上座仏教入門 - 釈迦の教えその真理と実践』（アルボムッレ・スマナサーラ・鈴木一生共著、1995年）
- 『成唯識論要講』1-4（太田久紀著、1999年-）
- 『宗教の風光 - 余語翠巖老師遺稿集』（2000年）

### 雑誌
- 『仏教の生活』 - 季刊
- 『原始仏教』 - 不定期

## 沿革
- 1952年、山喜房仏書林で修業していた中山晴夫が独立
- 2020年、大法輪閣に吸収され、その後、渋谷区恵比寿南に移転、ネット販売に移行

## 所在地
東京都渋谷区恵比寿南2-16-6